# Мегалополі (копальня)

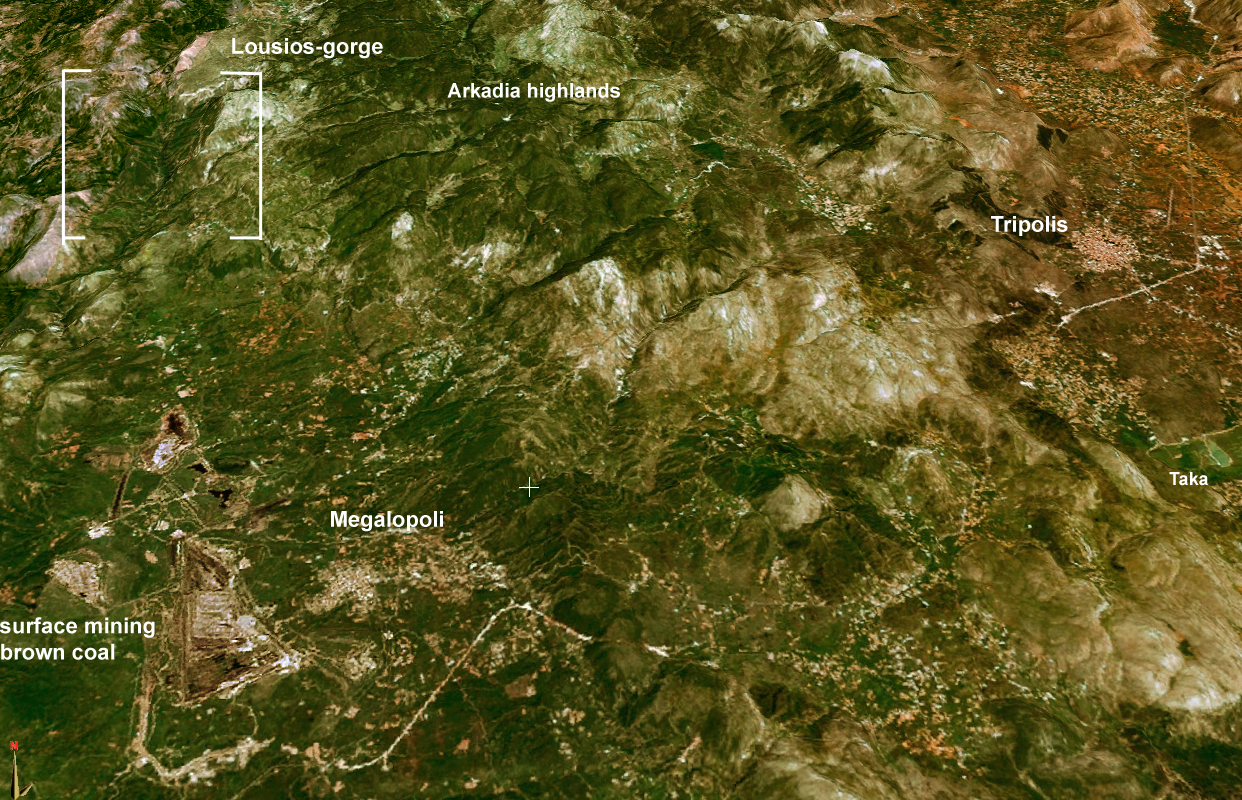
Знімок Landsat 7, який показує розташування копальні відносно м. Мегалополі

Копальня «Мегалополі» (грец. Μεγαλόπολη) — це великий кар'єр, де видобувається буре і кам'яне вугілля неподалік від міста Мегалополіс в Греції, та який належать Публічному електроенергетичному підприємству Греції. 

## Опис
Видобуток розпочали на початку 1970-х років після завершення будівництва електростанції Мелагопополі. Видобуток здійснюється на площі приблизно 40 км² або 4 000 га, з яких на 25 — 30 км² або 2 500 — 3 000 га землі видобуток триває 37 років. Це найбільша копальня на Пелопоннесі та півдні Греції і є близькою за розмірами до копальні «Амінтайо» (грец. λιγνιτωρυχείο Αμυνταίου) та наступною за копальнею «Птолемаїда».
Вугілля відвантажується із західного боку кар'єру; через кар'єр проходять дороги, призначені виключно для вантажівок, які перевозять вугілля.

## Історія
Кар'єр введений в експлуатацію в 1970-х і продовжує розширюватися, поки не закриють електростанцію, дата закриття якої ще не встановлена. Копальня поглинула територію, де раніше розташовувалося поселення Псата, яке розташовувалося на 2 км на схід від міст Мегалополі та Антохорі. Також змінилось русло річки Алфей на південь і захід від кар'єру, яка раніше протікала через Псату, а також русло іншої річки на північному сході; в той же час утворилася притока до Трипотамо, який отримав назву поселення. Через розширення кар'єру знищено дорогу Мегалополі-Вастас, дорогу Мегалополі-Спарта та ГР-7 на південь та схід. Копальня стала найбільшою з усіх на Пелопоннесі. Видобуток на копальнях «Токнія» і «Кіпарісія» розпочали пізніше. Роками пізніше кар'єр сягнув меж поселення, відбираючи сільськогосподарські угіддя, і розширився на південь, де зараз межує із лісом і, як очікується, буде на лінії дороги Трипотамо-Антохорі. Це не вплине на поселення Трипотамо. Поки кар'єр досягне Трипотамо, можливо, визначать дату закриття електростанції. Закриття припинить приріст населення.